# صموئيل كول وليامز
صموئيل كول وليامز (بالإنجليزية: Samuel Cole Williams)‏ هو محامي وقاضي أمريكي، ولد في 15 يناير 1864، وتوفي في 14 ديسمبر 1947.